# Pojezierze Legnickie
Pojezierze Legnickie (Pojezierze Kunickie) – zespół jezior polodowcowych zlodowacenia środkowopolskiego stadiału Warty na Wysoczyźnie Średzkiej w powiecie legnickim (województwo dolnośląskie), z których największe to: Jezioro Kunickie, Jezioro Koskowickie, jezioro Tatarak i Jezioro Jaśkowickie. Zbiorniki Pojezierza Legnickiego to jeziora przepływowe włączone w sieć dopływów Odry, głównie Kaczawy. Regulacja rzeki rozpoczęta w I poł. XVIII wieku spowodowała obniżenie poziomu jej wód, wskutek czego wiele jezior zanikło, a powierzchnia i głębokość pozostałych znacznie się zmniejszyły.
Jeziora Pojezierza Legnickiego są najdalej wysuniętymi na południe zbiornikami pochodzenia polodowcowego powstałymi wskutek działalności lądolodu w Polsce. 